# Julián Gutiérrez Botero
Julián Gutiérrez Botero (Manizales, 13 de febrero de 1953) es un ingeniero y político colombiano, quien se desempeñó como Gobernador del Departamento de Caldas desde septiembre de 2013 hasta el 31 de diciembre de 2015.

## Biografía

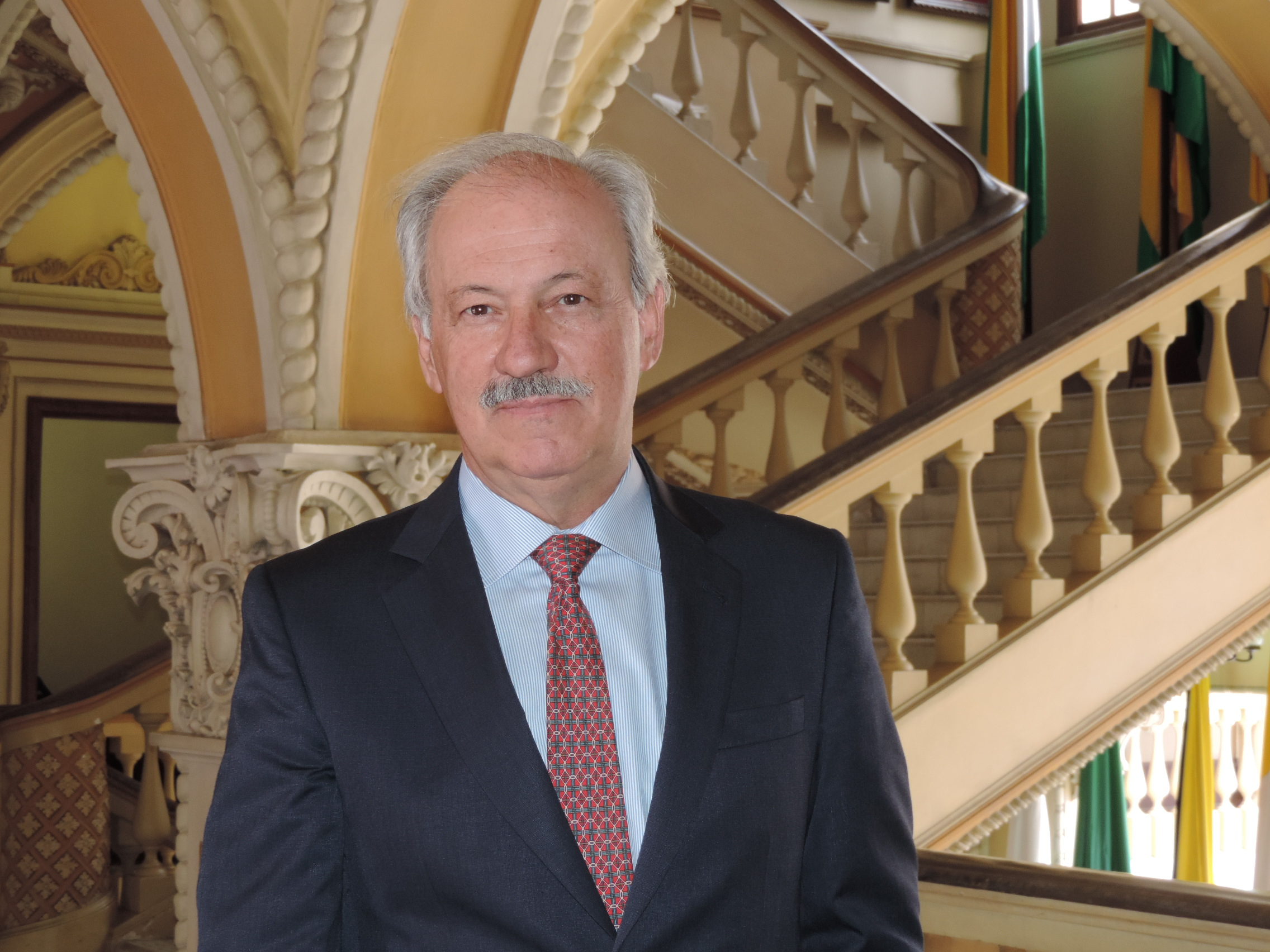
Julián Gutiérrez Botero Gobernador

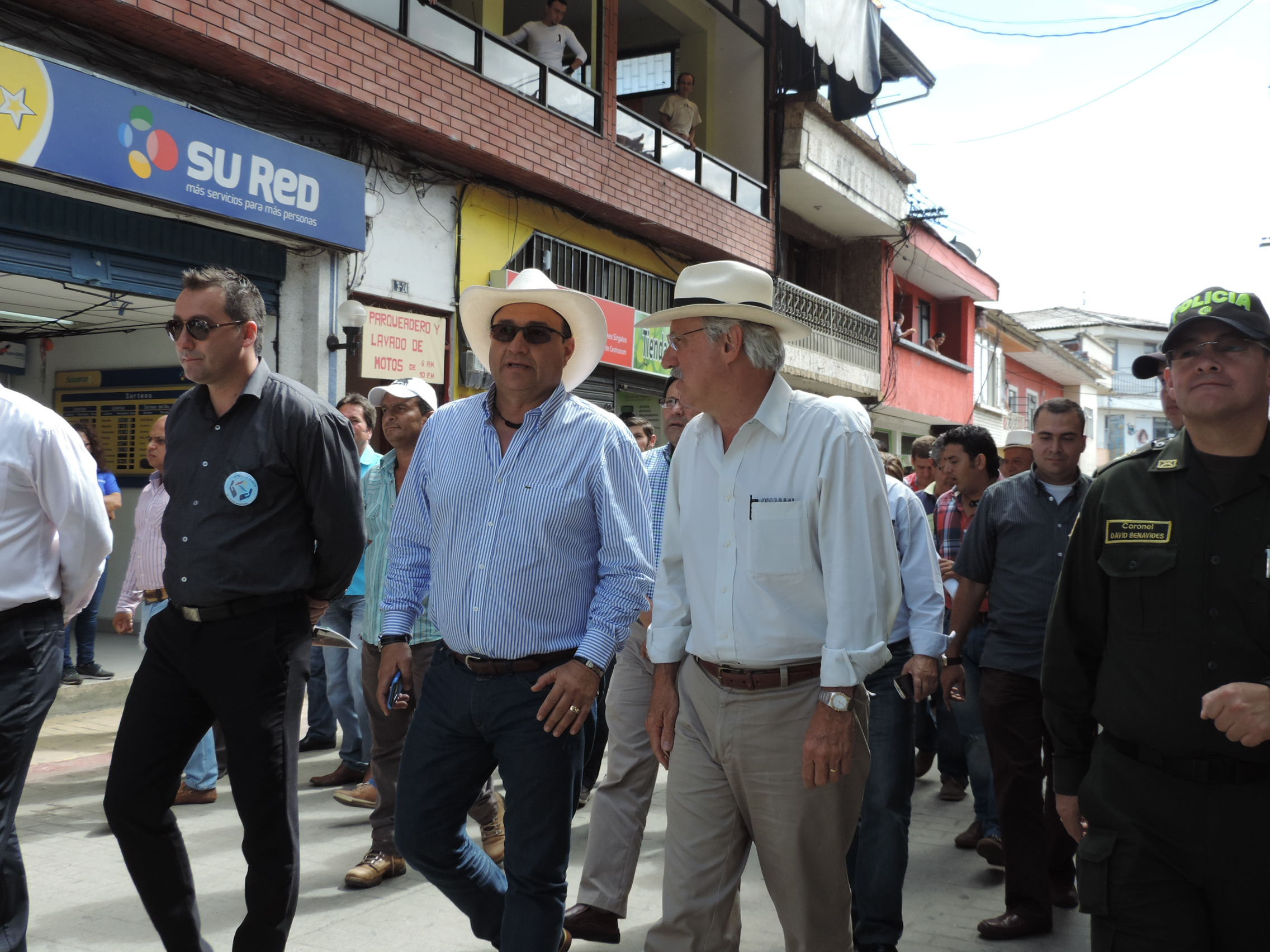
Julián Gutiérrez Botero Gobernador

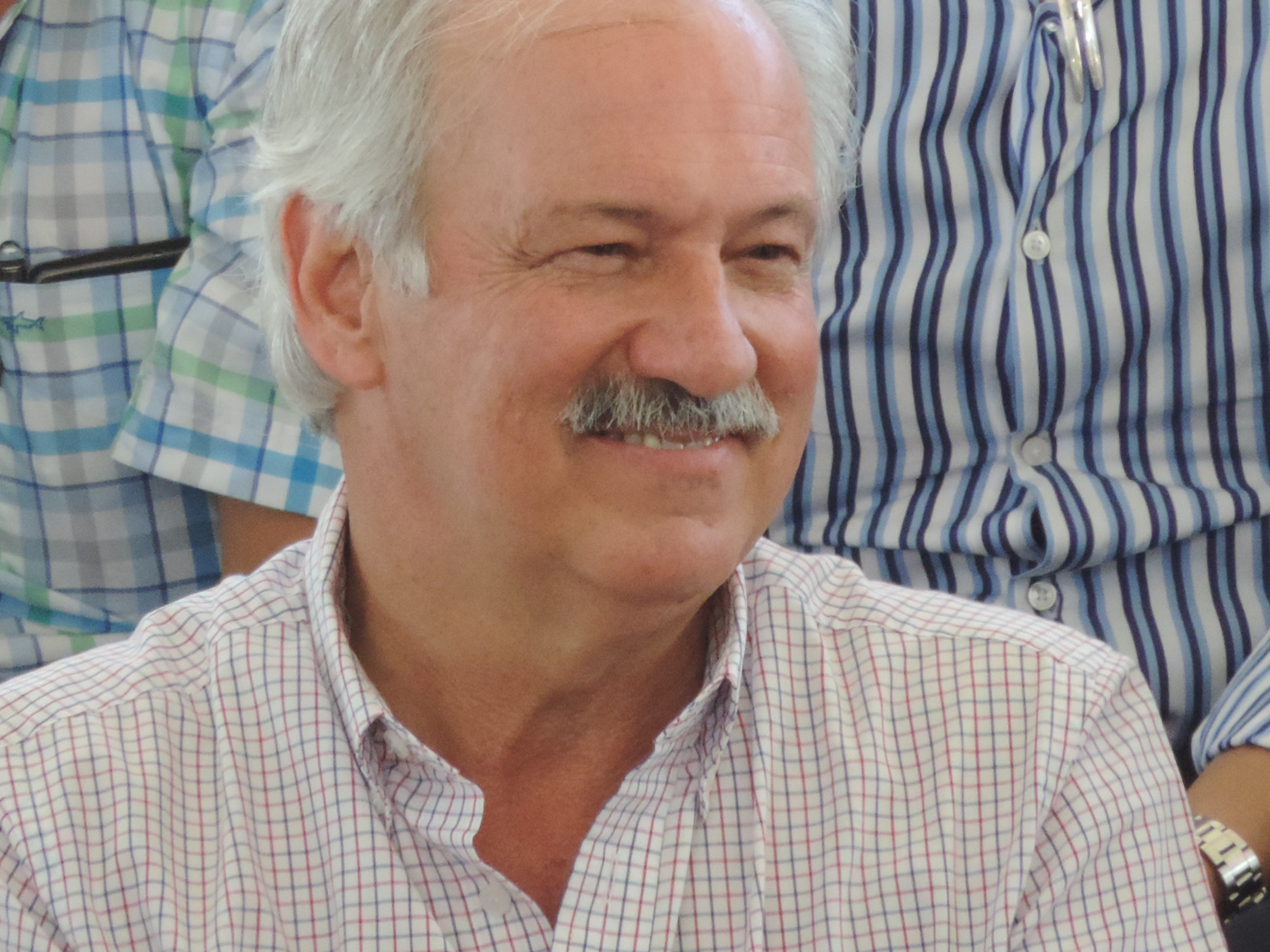
Julián Gutiérrez Botero Gobernador

### Nacimiento e infancia
Julián Gutiérrez Botero, nació en Manizales, hijo del Alcalde Ernesto Gutiérrez Arango y de Berta Botero. Tiene cinco hermanos, tres mujeres y dos hombres.

### Comienzos
Sus estudios, hasta el grado de bachiller en 1969, los realizó en el Colegio de Cristo de la ciudad de Manizales. Estudió Ingeniería Mecánica en Estados Unidos en 1975 y se graduó del Lowell Technological Institute de Massachusetts. Años antes estuvo en el Batallón Ayacucho prestando el servicio militar. De regreso a Colombia realizó una especialización de Alta Gerencia en la Universidad de Los Andes.

### Siguiente etapa
Fue Gerente técnico de Elgin Andina (1975-1978), gerente general del diario El Pueblo (Cali, 1978-1979), miembro y presidente de diversas juntas directivas de organizaciones privadas (1980-2013), gerente propietario de Industrias Fermar Ltda (1993-2013). Es socio inversionista de varias empresas locales.
En campo político, fue Concejal de Manizales por dos períodos, Alcalde de Manizales elegido por nombramiento (1985) y Gobernador de Caldas (2013-2015).

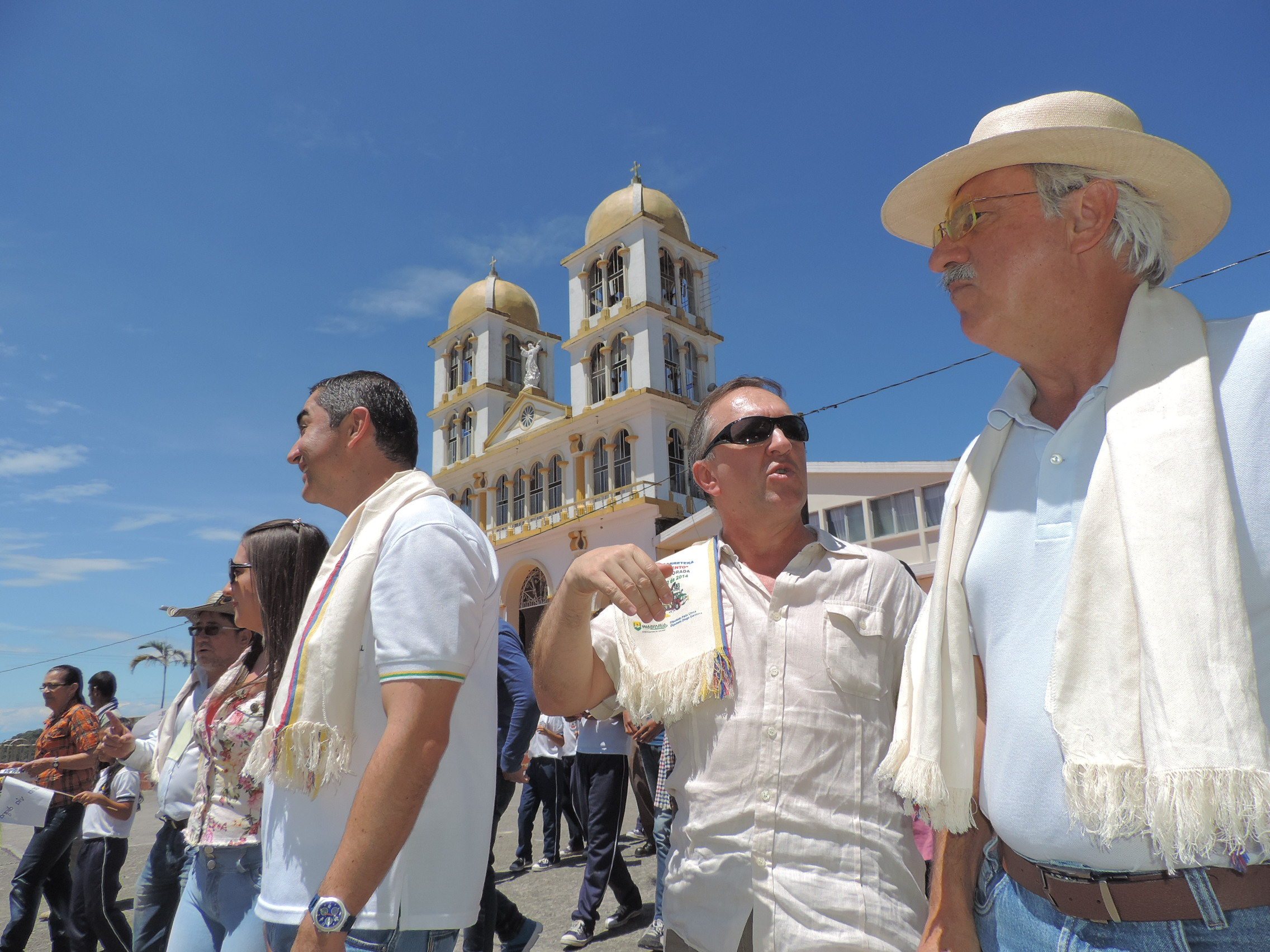
Julián Gutiérrez Botero Gobernador

## Realizaciones en su Gobernación
A pesar de haber sido una gobernación atípica, solo 27 meses, realizó un trabajo destacable con las finanzas del departamento, el cual se encontraba en ley de insolvencia o Ley 550. Al llegar, las deudas sumaban $ 280 mil millones y al terminar su gestión quedó en  $130 mil millones. Adicionalmente en las empresas Industria Licorera de Caldas, Empocaldas e InfiCaldas se limpiaron los balances que traían unos dineros incobrables que desdibujaban su real situación financiera. Adicionalmente en la Industria Licorera se llevó a cabo un plan de retiro voluntario de personal no necesario  que en muchos casos  había sido vinculado por el desafortunado manejo de anteriores administraciones. 

## Vida personal
Está casado con María Mercedes Londoño desde hace 39 años. Padre de cuatro hijos: Pablo, Nicolás, Santiago e Isabela. Tiene también nueve nietos.